# Álvaro Alvim
Álvaro Freire de Villalba Alvim (Vassouras, 16 de abril de 1863 — Rio de Janeiro, 21 de maio de 1928) foi um médico radiologista brasileiro, pioneiro da radiologia brasileira.
Era pai da psicóloga Mariana Alvim.

## Biografia
Álvaro nasceu em 1863, no município de Vassouras, no interior do Rio de Janeiro. Era filho de Carlos Freire Villalba y Alvim e de Mariana Amélia de Carvalho. Formou-se em medicina pela Faculdade de Medicina da Bahia, em 1887. Seguiu, em 1896 para a França, onde se especializou em Física Médica e trabalhou na equipe de Marie Curie, considerada pioneira nos estudos do Raio-X. De volta ao Brasil, instalou um consultório de fisioterapia no Rio de Janeiro, com os modernos aparelhos que trouxera da Europa, e tornou-se um dos pioneiros da fisioterapia no Brasil. Fundou e dirigiu a Assistência às Crianças Pobres, o Instituto de Eletricidade, o Instituto de Eletrologia e Radiologia.
Vivendo no Rio de Janeiro, foi um dos primeiros a residir no bairro de Ipanema. Casou-se com Laura Paglia Agostini Alvim, filha de Angelo Agostini, e teve três filhos: Mariana, Álvaro e Laura. Comprou vários terrenos na região, e construiu sua residência onde hoje funciona a Casa de Cultura Laura Alvim, nome de sua filha mais nova, apaixonada pelas artes. Teve apenas 3 netos, pois apenas seu filho Álvaro teve filhos: Ângela Maria Alvim Richard, Álvaro Carlos da Cunha Alvim e Lúcia Maria Alvim Thiele. Foi membro titular da Academia Nacional de Medicina.
Álvaro Alvim foi pioneiro da eletroterapia, da radiologia e da radioterapia no Brasil. A ele se deve a aplicação prática, no Brasil, das descobertas de Roentgen e processos e equipamentos desenvolvidos com Madame Curie. Foi o primeiro a radiografar caso de xipófagas no mundo em 1897 que foram separadas pelo cirurgião Eduardo Chapot Prévost.

## Morte
Suas pesquisas com materiais radiativos fizeram com que se contaminasse e adoecesse. Foi perdendo os dedos, um a um, em ambas as mãos em virtude de lesões ocasionadas pelos raios-X e o rádio. Pouco antes de falecer, já com uma mão amputada, foi condecorado com a Medalha Humanitária, pelo presidente Artur Bernardes. 
Álvaro morreu em 21 de maio de 1928, no Rio de Janeiro, aos 65 anos. É considerado o Mártir da Ciência Brasileira. Os Correios do Brasil, em 1963, produziram um selo em comemoração ao centenário do nascimento de Álvaro Alvim com os dizeres "O Mártir da Ciência".

## Obras
- A Medicina Que Cura
- Instituto de Eletricidade Médica
- A Cura do Cancro no Brasil.